# Heinz-Jürgen Henkes
Heinz-Jürgen Henkes (* 2. Mai 1949) ist ein ehemaliger deutscher Fußballspieler und heute Trainer im Amateurbereich.

## Karriere

### Spieler
Schon als Kind spielte Heinz-Jürgen Henkes, genannt „Jupp“, für Borussia Neunkirchen. 1968, nach dem Abstieg der Neunkircher aus der Bundesliga, wurde er Vertragsspieler. Innerhalb kurzer Zeit entwickelte sich der technisch versierte Mittelfeldspieler zu einem der Leistungsträger des damaligen Zweitligisten. 1971 gewann er mit Neunkirchen die Meisterschaft der Regionalliga Südwest. Allerdings scheiterte er mit der Borussia anschließend in der Aufstiegsrunde zur Bundesliga. Henkes kam in allen acht Spielen, darunter ein 1:0 gegen den 1. FC Nürnberg vor über 30.000 Zuschauern im Neunkircher Ellenfeldstadion, zum Einsatz (1 Tor). Kurz darauf konnte Henkes zumindest einen persönlichen Aufstieg feiern: Auf Betreiben des dortigen Trainers Dietrich Weise wechselte er zum 1. FC Kaiserslautern in die Bundesliga. Im ersten Jahr brachte er es bei den Pfälzern auf 16 Spiele (2 Tore) in der Liga sowie zwei Einwechslungen (1 Tor) im DFB-Pokal, in dem Kaiserslautern in der Saison 1971/72 bis ins Finale vordrang. Als Weise ihn im Folgejahr kaum mehr berücksichtigte, entschied sich Henkes zu einer Rückkehr nach Neunkirchen. Mit der Borussia wurde er 1974 erneut Meister der Regionalliga, verpasste den Wiederaufstieg in die Bundesliga jedoch abermals. Für die Neunkircher bestritt Henkes in der Regionalliga insgesamt 95 Partien (31 Tore), dazu 16 Spiele (5 Tore) in der Aufstiegsrunde. Henkes blieb Neunkirchen bis in die 1980er Jahre treu und erlebte dabei den Niedergang des Traditionsvereins aus nächster Nähe mit. 1975 stieg die Borussia aus der 2. Bundesliga Süd und damit erstmals in die Drittklassigkeit ab. Nach drei Meisterschaften in der Amateurliga Saar, an denen Henkes maßgeblichen Anteil hatte, glückte 1978 die Rückkehr ins Unterhaus der Bundesliga, aus der jedoch nur ein einjähriges Gastspiel wurde. Es folgten der Titelgewinn in der Oberliga Südwest sowie der neuerliche Abstieg aus der zweiten Liga im Jahr 1981. Hätte ihn in der Saison 1974/75 nicht eine vermeintlich harmlose Innenband-Verletzung für ein halbes Jahr außer Gefecht gesetzt, wären zu den 74 Einsätzen (13 Tore), die Henkes als Spieler in der Zweiten Bundesliga für sich verbuchen konnte, sicher noch ein paar hinzugekommen.

### Trainer
Seine zweite Karriere begann Henkes als Spielertrainer der zweiten Mannschaft von Borussia Neunkirchen. Später betreute er unter anderem den FV Eppelborn, FC Palatia Limbach, SC Friedrichsthal, Türkiyem Sulzbach und Ay Yildiz Völklingen, ehe er nach Neunkirchen zurückkehrte. Im April 2007 wurde Henkes interimsweise das Traineramt der ersten Mannschaft übertragen. Er blieb in acht Spielen der Oberliga Südwest ungeschlagen, rückte aber anschließend wieder ins zweite Glied. Nachdem er 2008 mit Borussia Neunkirchen II in die Saarlandliga aufgestiegen war, wurde Henkes am 8. November 2009 endgültig befördert. Als Cheftrainer seines Heimatvereins durfte sich Henkes jedoch nur fünf Spieltage (ein Sieg, vier Niederlagen) lang beweisen. Mitte Dezember 2009 wurde er vom ehemaligen Bundesligaspieler Kurt Knoll abgelöst.
Seit der Saison 2010/11 trainiert Henkes den Verbandsligisten DJK Ballweiler-Wecklingen.